# Paul Willson
Paul Lee Willson (* 25. Dezember 1945 in Fairmont, Minnesota) ist ein US-amerikanischer Schauspieler und Drehbuchautor, der hauptsächlich durch seine Nebenrollen bekannt wurde.

## Leben
Paul Willson wurde am 25. Dezember 1945 in Fairmont, Minnesota als der Sohn von Doris Geraldine und Lee Wilford Willson geboren. Im Jahre 1970 gab er sein Debüt in einer Nebenrolle des Films Blutige Erdbeeren. Es folgten daraufhin zahlreiche Gastauftritte in Fernsehserien, wie unter anderem in Lass es, Larry!, Boston Public, Caroline in the City, Star Trek: Raumschiff Voyager und Cheers. Er war für fünf Jahre Garry Shandlings Nachbar in dessen Serie It’s Garry Shandling’s Show. In vier Episoden der Comedyserie Malcolm mittendrin spielte er den Nachbarn Ed. Im Jahre 2001 gewann er auf dem U.S. Comedy Arts Festival den Film Discovery Jury Award in der Kategorie Best Actor für die Rolle des Benny Finch im Film Barstow 2008.

## Filmografie (Auswahl)

### Fernsehen
- 1985–1993: Cheers
- 1988–1990: It’s Garry Shandling’s Show
- 1990: Die Simpsons (Folge Der Babysitter ist los, Stimme)
- 1997–2001: Disneys Große Pause (Recess, Stimme)
- 2001: King of Queens (The King of Queens, Folge „Die verkaufte Schwester“)
- 2012: The Newsroom
- 2014: The Big Bang Theory (Professor Sharpe)

### Film
- 1970: Blutige Erdbeeren (The Strawberry Statement)
- 1977: Der Untermieter (The Goodbye Girl)
- 1979: Solly’s Diner
- 1980: Blast – Wo die Büffel röhren (Where the Buffalo Roam)
- 1983: Totentanz der Hexen (The Devonsville Terror)
- 1984: Be Somebody… or Be Somebody’s Fool! (Drehbuchautor)
- 1988: Moving – Rückwärts ins Chaos (Moving)
- 1991: Ein Satansbraten kommt selten allein (Problem Child 2)
- 1999: Alles Routine (Office Space)
- 2001: Disneys Große Pause: Die geheime Mission (Recess: School’s Out, Stimme)
- 2003: Alex & Emma